# Hermann Burmeister
Hermann Burmeister (Stralsund, 15 januari 1807 - Buenos Aires, 2 mei 1892) was een Duits ontdekkingsreiziger, natuurvorser, geograaf, entomoloog, ornitholoog, zoöloog, botanicus, paleontoloog en meteoroloog. Hij deed onderzoek naar de natuur van Zuid-Amerika en richtte in Argentinië een instituut voor natuurwetenschappen op dat internationale bekendheid genoot.

## Levensloop

### Studie, leerstoel in Halle-Wittenberg
Burmeister werd geboren in het toen nog tot Zweden behorende deel van Pommeren. Zijn vader, een Zweeds tolbeambte, stierf in 1824, zijn familie in armoede achterlatend. Desondanks lukte het de jonge Burmeister in 1826 om aan de Universiteit van Greifswald natuurlijke historie en geneeskunde te gaan studeren. Het jaar daarop verwisselde hij deze universiteit voor de universiteit van Halle-Wittenberg. Hij promoveerde in 1829 op onderzoek naar de taxonomische indeling van insecten. Vanaf 1831 werkte hij als leraar natuurlijke historie aan een gymnasium in Berlijn. In dezelfde tijd ontmoette hij Alexander von Humboldt en schreef hij een aantal standaardwerken over natuurlijke historie en entomologie. Na in 1834 gehabiliteerd te zijn, werd hij in 1837 buitengewoon hoogleraar aan de universiteit van Halle-Wittenberg en conservator van het museum daar. In 1842 werd hij gewoon hoogleraar. Burmeister trouwde in 1836 met Maria Elisabeth Sommer, er zouden twee zoons uit dit huwelijk geboren worden.
Burmeister was van 1849 tot 1850 korte tijd als senator actief in de Pruisische senaat, maar keerde zich teleurgesteld af van de politiek.

### Naar Zuid-Amerika
Met de ondersteuning van Von Humboldt kon hij tussen 1850 en 1852 een onderzoeksreis naar Zuid-Amerika maken, waar hij de natuur van de Braziliaanse provincies Rio de Janeiro en Minas Gerais onderzocht. Hij nam een grote collectie opgezette dieren, insecten en eieren mee terug. In 1854 en 1855 ondernam hij twee reizen naar Italië en tussen 1856 en 1860 een grote expeditie door Uruguay en Argentinië.
Erkenning voor zijn werk bleef echter uit, en omdat de colleges in natuurlijke historie niet verplicht waren voor alle studenten bleven zijn colleges leeg. In 1861 besloot hij, na een scheiding van zijn vrouw, zijn werk in Halle neer te leggen en naar Argentinië te vertrekken, waar de minister Domingo Faustino Sarmiento hem als directeur van het Museo Publico aanstelde. In Argentinië was op dat moment een burgeroorlog gaande tussen centralisten en federalisten. Bij aankomst in Buenos Aires bleek Sarmiento inmiddels niet meer minister te zijn en zijn opvolger erkende de benoeming van Burmeister niet. Pas diens opvolger, Eduardo Costa, zou de benoeming in 1862 ratificeren. Als directeur zou Burmeister het museum aanzienlijk uitbreiden, hij richtte ook een wetenschappelijk tijdschrift op en was stichter van een grote bibliotheek. In 1865 trouwde hij opnieuw met Petrona Louise Tejeda. Uit dit huwelijk zouden vier kinderen geboren worden.
Gesteund door Sarmiento, die in 1868 president van Argentinië was geworden, werd Burmeister hoogleraar aan de universiteit van Córdoba.

## Werk en nalatenschap
Burmeister deed belangrijk onderzoek naar de natuur en geografie van Zuid-Amerika, met name Argentinië en Brazilië. Hij wist in Argentinië een internationaal gerenommeerd instituut voor natuurwetenschap te stichten en was daarmee van groot belang voor de ontwikkeling van de wetenschap in Argentinië. Onder zijn studenten bevonden zich veel later bekend geworden Zuid-Amerikaanse natuuronderzoekers, zoals Perito Moreno en Florentino Ameghino. Hij stichtte in Buenos Aires een meteorologisch instituut en de eerste sterrenwacht van Argentinië. Door de bekendheid die zijn werk kreeg kon hij andere Europese geleerden naar Argentinië halen.
Burmeister was directeur van de Argentijnse academie van wetenschappen en kreeg in Argentinië de erkenning die in Duitsland was uitgebleven. Toen hij in 1892 overleed kreeg hij een staatsbegrafenis, waarbij de Argentijnse president achter de kist aanliep.
Burmeister beschreef 14 nieuwe vogelsoorten uit Argentinië waaronder de roodbandholengraver (Geositta rufipennis), kuifovenvogel (Furnarius cristatus) en roodrugmiervireo (Dysithamnus xanthopterus). Als eerbetoon is de Burmeisters seriema (Chunga burmeisteri) naar hem vernoemd.
- Bibsys: 90679232
- Biblioteca Nacional de Chile: 000336750
- Biblioteca Nacional de España: XX1214016
- Bibliothèque nationale de France: cb162605348 (data)
- Author citation (botany): Burmeist.
- CiNii: DA08433908
- Stuttgart Database of Scientific Illustrators 1450–1950: 5209
- Gemeinsame Normdatei: 119387123
- International Standard Name Identifier: 0000 0001 2099 9884
- Library of Congress Control Number: n82058684
- Nationale Bibliotheek van Tsjechië: xx0123092
- Nationale Bibliotheek van Israël: 987007259362105171
- Nationale Bibliotheek van Polen: a0000001921304
- Nederlandse Thesaurus van Auteursnamen: 074014528
- Réseau des bibliothèques de Suisse occidentale: 02-A003059561
- Istituto Centrale per il Catalogo Unico: GEAV022493
- LIBRIS: 335827
- SNAC: w6z60x7w
- Système universitaire de documentation: 069928827
- Virtual International Authority File: 25411510
- WorldCat: E39PBJv8DCWrRGd8jCJC4vgh73